# Platyrhinidae
A Platyrhinidae a porcos halak (Chondrichthyes) osztályába és az elektromosrája-alakúak (Torpediniformes) rendjébe tartozó család.
Korábban a legtöbb rendszerezés szerint a sasrájaalakúak (Myliobatiformes) közé tartoztak, 2016-tól pedig a Rhinopristiformes rendhez csatolták, ám manapság igazi elektromosrájáknak számítanak.

## Rendszerezés
A családba az alábbi 2 nem tartozik:
- Platyrhina J. P. Müller & Henle, 1838 - 4 faj
- Platyrhinoidis Garman 1881 - 1 faj

### Fordítás
- Ez a szócikk részben vagy egészben  a   Platyrhinidae című angol Wikipédia-szócikk ezen változatának fordításán alapul.  Az eredeti cikk szerkesztőit annak laptörténete sorolja fel. Ez a jelzés csupán a megfogalmazás eredetét és a szerzői jogokat jelzi, nem szolgál a cikkben szereplő információk forrásmegjelöléseként.